# Prumnacris
Prumnacris es un género de saltamontes de la subfamilia Melanoplinae, familia Acrididae, y está asignado a la tribu Podismini. Este género se distribuye en el estado de Washington en Estados Unidos. Es un género monotípico, cuya única especie es Prumnacris rainierensis, Caudell, 1907.